# 大沢克文
大沢 克文（おおさわ かつふみ、1963年3月7日 - ）は、日本のテレビプロデューサー。東京都世田谷区出身。
株式会社CNインターボイス執行役員プロデューサー。成城大学文芸学部を卒業。株式会社インターボイス（のちのCNインターボイス）入社後日本テレビで放送中の「所さんの目がテン!」を26歳の時に企画段階から立ち上げ現在も番組プロデューサーを務めている。情報番組、ドキュメンタリーなどを企画・制作している。

## 主な制作番組
- 所さんの目がテン! （日本テレビ）
- トランタン白書 （テレビ東京）
- 情報!ソースが決め手（テレビ東京）
- そこが知りたい（TBS）
- 松岡修造が見た世紀の瞬間!長野オリンピック （日本テレビ）
- 情熱大陸「舟越桂」（毎日放送）
- タケカワユキヒデの東南アジア音楽紀行（テレビ東京）
- 地球環境大賞スペシャル 100年後の子どもたちへ（フジテレビ）
- 世界ふれあい街歩き「ホイアン」「フエ」（NHK）
- ホルスの好奇心（フジテレビ）
- 女神ビジュアル（NHKBSプレミアム）